# Zlatko Runje
Zlatko Runje (Signo, 9 dicembre 1979) è un allenatore di calcio ed ex calciatore croato, di ruolo portiere.

## Biografia
Nato a Signo, anche suo fratello maggiore Vedran è stato un portiere.

## Carriera

### Club
Cresciuto nelle giovanili dell'Junak Sinj, il 6 novembre 2002 debutta con l'Hajduk Spalato negli ottavi di finale di Coppa di Croazia vinti 1-0 contro il TŠK Topolovac. Difende i pali dei Majstori s mora in tre partite dell'edizione di Coppa UEFA 2003-2004, la partita di ritorno contro il Grasshoppers e le due contro la Roma. In seguito all'eliminazione con i Capitolini non trova più minutaggio nella squadra spalatina dove, dopo un primo addio, fa ritorno nel 2006.

### Allenatore
Nel giugno 2021, sotto la guida del neo allenatore dell'Hajduk Spalato Jens Gustafsson, viene annunciato come nuovo preparatore dei portieri dei Bili. Il 2 novembre seguente, con l'arrivo di Valdas Dambrauskas sulla panchina dell'Hajduk, viene sostituito da tale incarico da Justinas Gasiunas.

## Palmarès

### Giocatore

#### Competizioni nazionali
- Campionato croato: 1

Hajduk Spalato: 2003-2004
- Coppa di Croazia: 1

Hajduk Spalato: 2002-2003